# Storthocalyx leioneurus
Storthocalyx leioneurus är en kinesträdsväxtart som beskrevs av Ludwig Radlkofer. Storthocalyx leioneurus ingår i släktet Storthocalyx och familjen kinesträdsväxter. Inga underarter finns listade i Catalogue of Life.